# Platylabops leucopsis
Platylabops leucopsis är en stekelart som först beskrevs av William Harris Ashmead 1890.  Platylabops leucopsis ingår i släktet Platylabops och familjen brokparasitsteklar. Inga underarter finns listade i Catalogue of Life.